# 中国人民解放军武汉军区
中国人民解放军武汉军区是中国人民解放军1955年3月7日设立的一个大军区，下辖湖北省军区、河南省军区。1985年整编中被撤销并编散：河南省军区归济南军区，湖北省军区归广州军区。
武汉军区政治部下辖胜利歌舞团。

## 历任领导
司令员
1. 陈再道（1955.05-1967.07）
2. 曾思玉（1967.08-1973.12）
3. 杨得志（1974.01-1978.12）
4. 王必成（1979.01-1980.01）
5. 张才千（1980.01-1982.01）
6. 周世忠（1982.01-1985.09）

政治委员
1. 王任重（兼，第一政委，1955.05-1967.03）
2. 谭甫仁（第二政委，1959.12-1963.12）
3. 钟汉华（1955.12-1961.11；第三政委，1961.11-1963.12；第二政委，1963.12-1967.07）
4. 刘　丰（1967.07-1971.11）
5. 刘建勋（兼，1969.06-1971.11；兼，第二政委，1971.11.-1975.08；1975.08-1977.09）
6. 肖思明（第三政委，1971.07-1975.08）
7. 王六生（第一政委，1971.11-1975.08）
8. 张体学（兼，1971.11-1973.09）
9. 吴　烈（1975.04-1975.08）
10. 王　平（1975.08-1977.09）
11. 赵辛初（兼，1975.08-1977.09；兼，第一政委，1977.09-1977.12；兼，1977.12-1978.08）
12. 严　政（1977.09-1985.09）
13. 李成芳（第一政委，1977.12-1985.09）
14. 陈丕显（兼，1979.01-1982.08）

## 逸聞
武汉军区曾擁有三架中國至今用過最大的軍用直昇機。
1970年中國想自行研製大型運輸直昇機，想以Mi-6作為參考，故第二次向蘇聯購買3架Mi-6，此3架Mi-6於1971年10月22日到達，隨同還有4部發動機和3個螺旋槳等備份零件，蘇聯也派來了4名技術人員作技術支援，後來經中方有關技術人員評定要仿製Mi-6有一定難度而作罷，此3架Mi-6被派去武漢軍區服役，現已全部退役，其中一架被放在位於北京的中國航空博物館。